# Miloševac (Šabac)
Pour les articles homonymes, voir Miloševac.
Miloševac (en serbe cyrillique : Милошевац) est un village de Serbie situé sur le territoire de la ville de Šabac, district de Mačva. Au recensement de 2011, il comptait 76 habitants.

## Démographie
| 1948 | 1953 | 1961 | 1971 | 1981 | 1991 | 2002 | 2011 |
| ---- | ---- | ---- | ---- | ---- | ---- | ---- | ---- |
| 221  | 229  | 202  | 170  | 151  | 131  | 95   | 76   |

|  |